# La Mirona
Pour les articles homonymes, voir Ortega.
Ortega  Reszczynski est un nom espagnol. Le premier nom de famille, en général paternel, est Ortega ; le second, en général maternel, souvent omis, est Reszczynski.
La Mirona, nom artistique de Javiera Ortega Reszczynski (née en 1984 à Santiago), est une illustratrice chilienne, autrice du livre El Oasis de Latinoamérica (L'Oasis d'Amérique latine).

## Biographie
Javiera Ortega Reszczynski naît en 1984 à Santiago.

### Études
Entre 2004 et 2008, Javiera Ortega étudie la philosophie à l'université catholique du Chili,. Après avoir gagné une bourse Corfo, elle va vivre à Chicago, où entre 2008 et 2012 elle étudie un magister en cinéma numérique à l'université DePaul à Chicago,.

### Carrière
Son diplôme obtenu, elle travaille avec son professeur tuteur, le cinéaste Scott Erlinder, comme scénariste de projets documentaires sur la politique américaine et internationale.
Elle raconte que lorsqu'elle étudie aux États-Unis a lieu le mouvement Occupy Wall Street, dans lequel elle se sent mirona (observatrice, voyeuse en français), sensation qui persiste lorsqu'elle revient au Chili en 2013,. Cette même année elle choisit ce nom comme nom artistique.
À son retour des États-Unis en 2013, La Mirona commence à réaliser des illustrations à des fins professionnelles. Elle travaille cinq ans pour l'institut ICEL. Elle donne des cours de design à l'Université UNIACC (es) où elle est nommée en 2022 directrice de l'école de design, poste qu'elle occupe jusqu'en 2024,. Depuis 2013 elle publie des illustrations toutes les semaines dans le quotidien Las Últimas Noticias (es) : c'est là qu'elle fait ses premiers pas dans le monde de la satire politique. Ses illustrations et vignettes sont publiées dans les médias El Desconcierto (es), The Clinic (journal) (es) et La Voz de los que sobran,.
En 2021, à l'âge de 37 ans, après avoir contacté trois éditeurs, elle publie son premier livre en tant qu'illustratrice, avec RIL Editores, dans lequel elle dépeint le Chili depuis les manifestations de 2019 jusqu'au référendum sur la constitution,. Le titre du livre, El Oasis de Latinoamérica (L'Oasis d'Amérique latine), fait référence à des déclarations du président Sebastián Piñera qui avait dit le 8 octobre 2019 « En medio de esta América Latina convulsionada veamos a Chile, nuestro país es un verdadero oasis con una democracia estable » (« Au milieu de cette l'Amérique Latine en convulsions, voyons le Chili, notre pays est une véritable oasis avec une démocratie stable »), peu de jours avant le début des manifestations massives. Le livre comporte un texte de la journaliste Alejandra Matus (es) en quatrième de couverture,. Les vignettes du livre ont été dessinées au crayon digital sur un iPad et contiennent des références à la violence exercée par les carabiniers pendant les manifestations, et à la déconnexion entre l'élite politique et la société.
En novembre 2021, son jingle « Boris Love », consacré au candidat présidentiel Gabriel Boric, devient viral sur les réseaux sociaux. En 2024, elle publie sur Instagram l'illustration « la métamorphose », dans laquelle elle propose une réflexion sur l'évolution de Gabriel Boric depuis son rôle de député à celui de président ; sur la publication, La Mirona reçoit un commentaire de Gabriel Boric qui partage une réflexion et la félicite pour son travail, ce qu'elle estime être un signe positif sur la liberté d'expression qui existe au Chili dans un entretien postérieur avec The Clinic.
Cette même année 2021, elle réalise quelques illustrations sur le processus constituant, dans le cadre d'une série initiée par le dessinateur, illustrateur et humoriste graphique Alen Lauzan et diffusée par l'Institut Français du Chili et le quotidien El Mostrador (es),,.

### Vie personnelle
Elle est mère d'un enfant.

## Livres
- El Oasis de Latinoamerica, RIL Editores, 2021 (ISBN 9788418065361, lire en ligne).

## Prix et reconnaissances
- 2015 : Latin American Illustration 4[5].
- 2017 : Latin American Illustration 6[5],[13].
- 2018 : Latin American Illustration 7[5],[14].